# شهرستان یورک (کانادا)
شهرستان یورک (به انگلیسی: Regional Municipality of York) یک منطقهٔ مسکونی در کانادا است که در انتاریو واقع شده‌است. شهرستان یورک ۱٬۷۶۲٫۱۷ کیلومتر مربع مساحت و ۱٬۱۰۹٬۹۰۹ نفر جمعیت دارد.